# Ausspindler
Ausspindler ist der Überbegriff für eine ganze Reihe von Werkzeugen, mit denen vorhandene Bohrungen bzw. Löcher vergrößert werden können, also aufgebohrt werden. Auch vorhandene Bohrungen können mit einer sehr hohen Präzision auf ein bestimmtes Endmaß gebracht werden, z. B. zur Fertigung von Passungen, bei denen sich der Einsatz von Reibahlen auf Grund des Passmaßes oder der zu fertigenden Werkstückmenge nicht lohnt.
Man unterscheidet Feinbohrköpfe, zweischneidige Ausspindler für den Schrupp- und Schlichteinsatz, Brückenwerkzeuge sowie modulare Systeme mit bis zu drei Schneiden.
Der Hauptvorteil dieser Werkzeuge besteht darin, dass das Werkzeug nicht der vorhandenen Bohrung, sondern mit der zustellenden Maschinenachse (meist der Z-Achse an CNC-Maschinen) folgt. Somit ist es bei Gussteilen möglich, Bohrungen, die sich dem Gussprozess geschuldet, nicht immer 100%ig an ihrer Position befinden oder durch Gussverzug leicht schiefe Bohrungen wieder an ihre vorbestimmte Position zu versetzen, wenn rohteilseitig genügend Material vorhanden ist. Ein weiterer Vorteil besteht darin, dass mit einer relativ geringen Werkzeugauswahl ein recht großes Spektrum an Bohrungen und Passungen abgedeckt werden kann. Durch den modularen Aufbau lassen sich Bohrungen und Passungen im Bereich bis zu einer Länge von 10 × dem Loch- bzw. Passungsdurchmesser problemlos fertigen. Auch ist durch den Einsatz von Standard-Wendeschneidplatten eine hohe Flexibilität gegeben, was Einflussfaktoren wie Schneidenradius und Schneidengeometrie betrifft.

## Feinbohrkopf
Feinbohrköpfe sind kompakte Werkzeuge, die meist mit Wendeschneidplatten oder Hartmetallformdrehstählen bestückt sind und über einen relativ geringen Verstellbereich von wenigen Millimetern verfügen. Diese Werkzeuge sind für Durchmesser bis etwa 40mm ausgelegt und werden in überlappenden Stufungen angeboten. Ihr Einsatzbereich reicht von etwa 3mm bis etwa 40mm. Über eine Klemmung und eine Feingewindespindel mit Skala können diese Werkzeuge in den Skalenbereichen von 1/10mm, 1/100mm oder gar 5/1000mm sehr genau auf den zu fertigenden Endbohrungsdurchmesser eingestellt werden. Modernste Systeme verfügen bereits über eine Digitalanzeige am Werkzeug.

Verschiedene Feinbohrköpfe
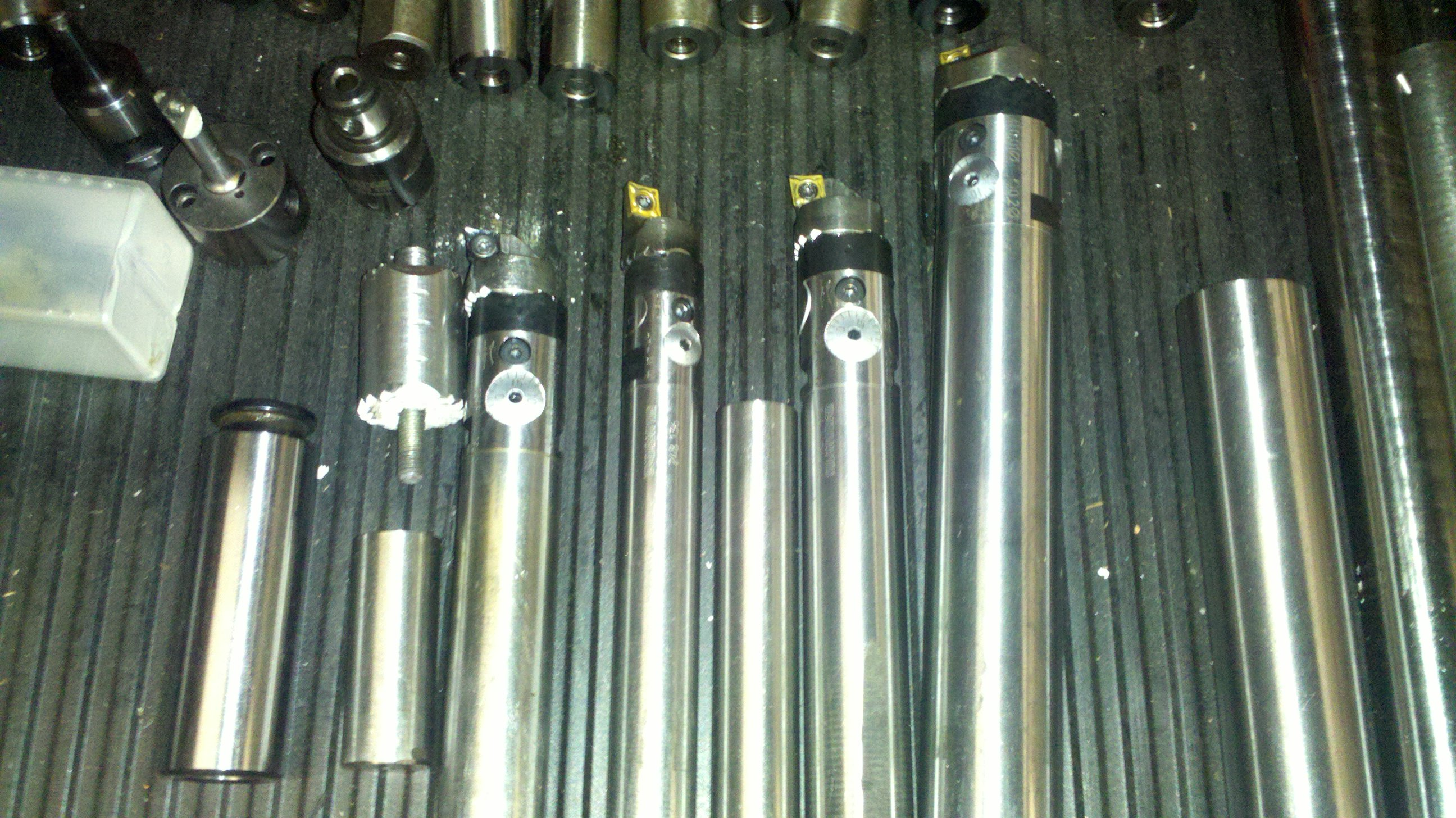
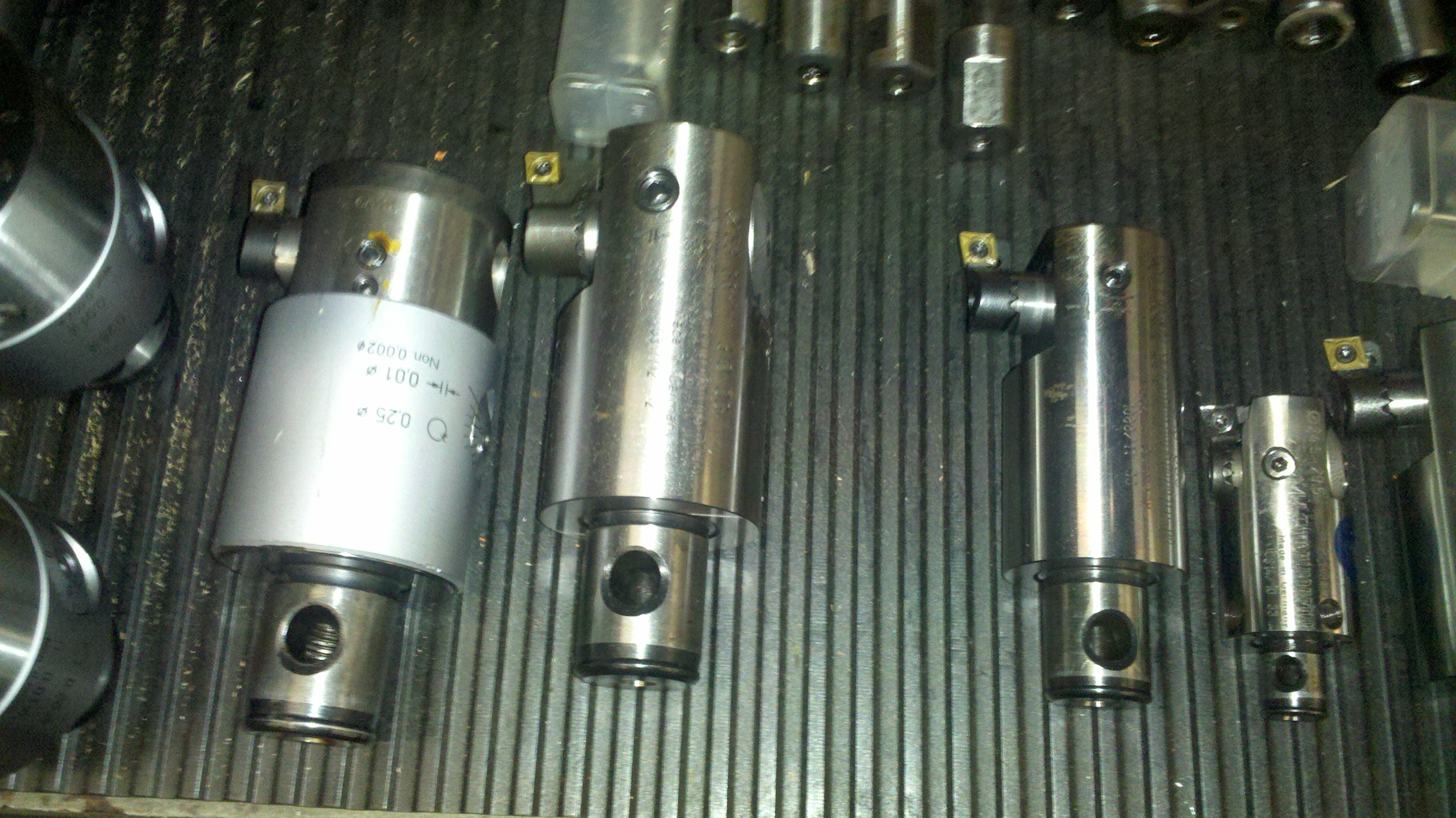

## Zweischneidige Ausspindler
Diese Gruppe von Ausspindlern kann je nach Einsatzzweck individuell angepasst werden. Neben dem größeren Verstellbereich bis etwa 100 mm können diese durch Modifikationen an den einzelnen Schneidenträgern sowohl zum Schlichten als auch zum Vorschruppen eingesetzt werden. Beide Schneiden lassen sich einzeln auf den gewünschten Durchmesser einstellen, in einigen Fällen sogar gemeinsam nachstellen.
Für den Schruppbetrieb mit großen Aufmaß wird eine Schneide auf einen kleineren Durchmesser gestellt, hingegen die zweite Schneide tiefer und auf den Enddurchmesser der Bohrung. Somit erfolgt eine Spanaufteilung. Gleichzeitig können Wendeschneidplatten unterschiedlicher Schneidengeometrie eingesetzt werden. Dies erfolgt bei der Bearbeitung von Gussteilen, welche im Sandformguss hergestellt wurden. Dazu wird für die innere Schneide eine Wendeschneidplatte mit möglichst großem Schneidenradius (für höhere Schneidenstabilität) und einem extrem zähen und schlagunempfindlichen Schneidstoff ausgewählt. Der daraus resultierende, relativ niedrige Verschleiß liefert optimale Schnittbedingungen für die äußere Schneide.
Im Schruppbetrieb mit geringem Aufmaß erfolgt die Einstellung beider Schneiden gleich. Somit ist es möglich, mit dem doppelten Arbeitsvorschub zu arbeiten, dabei darf das Bohrungsaufmaß nicht größer als 1/3 der Schneidenlänge der Wendeschneidplatten sein.
Für den Einsatz als Schlichtwerkzeug erfolgt die Einstellung beider Schneiden ebenfalls gleich, jedoch kommen aufgrund der Anforderungen an die Oberfläche Wendeschneidplatten mit kleineren Schneidenradien zum Einsatz.

Zweischneidige Ausspindler unterschiedlicher Größen und Bauformen
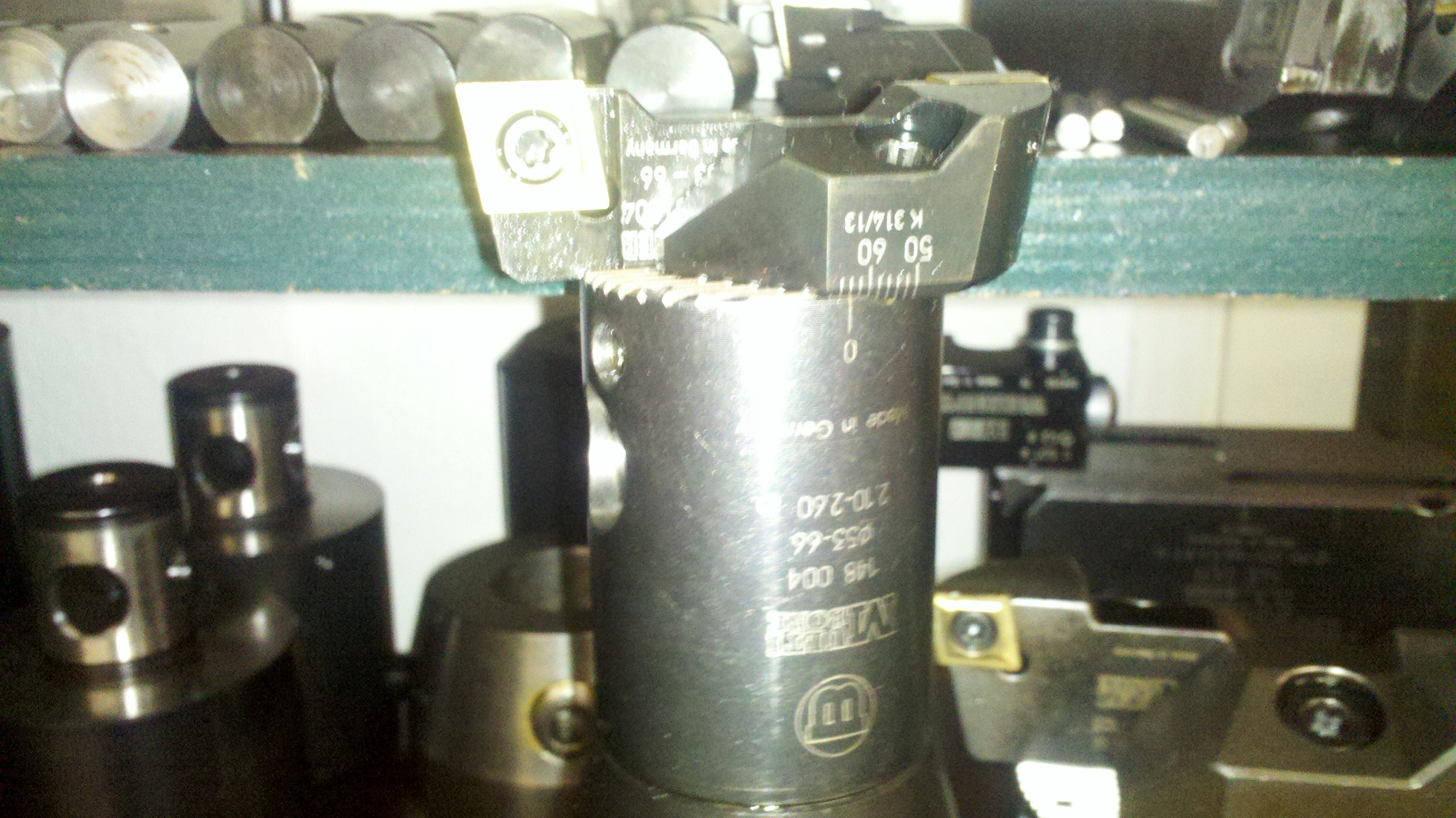
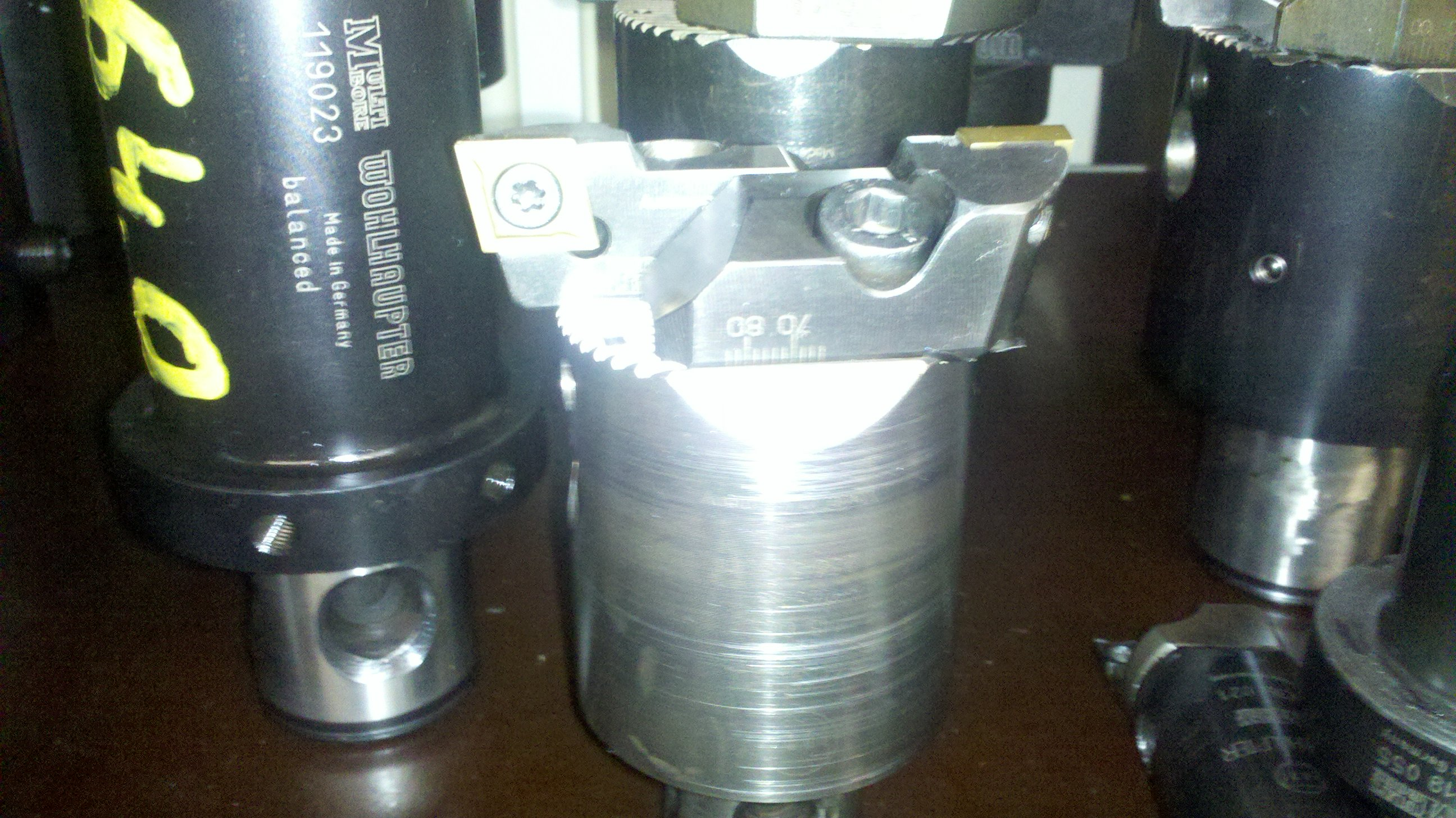
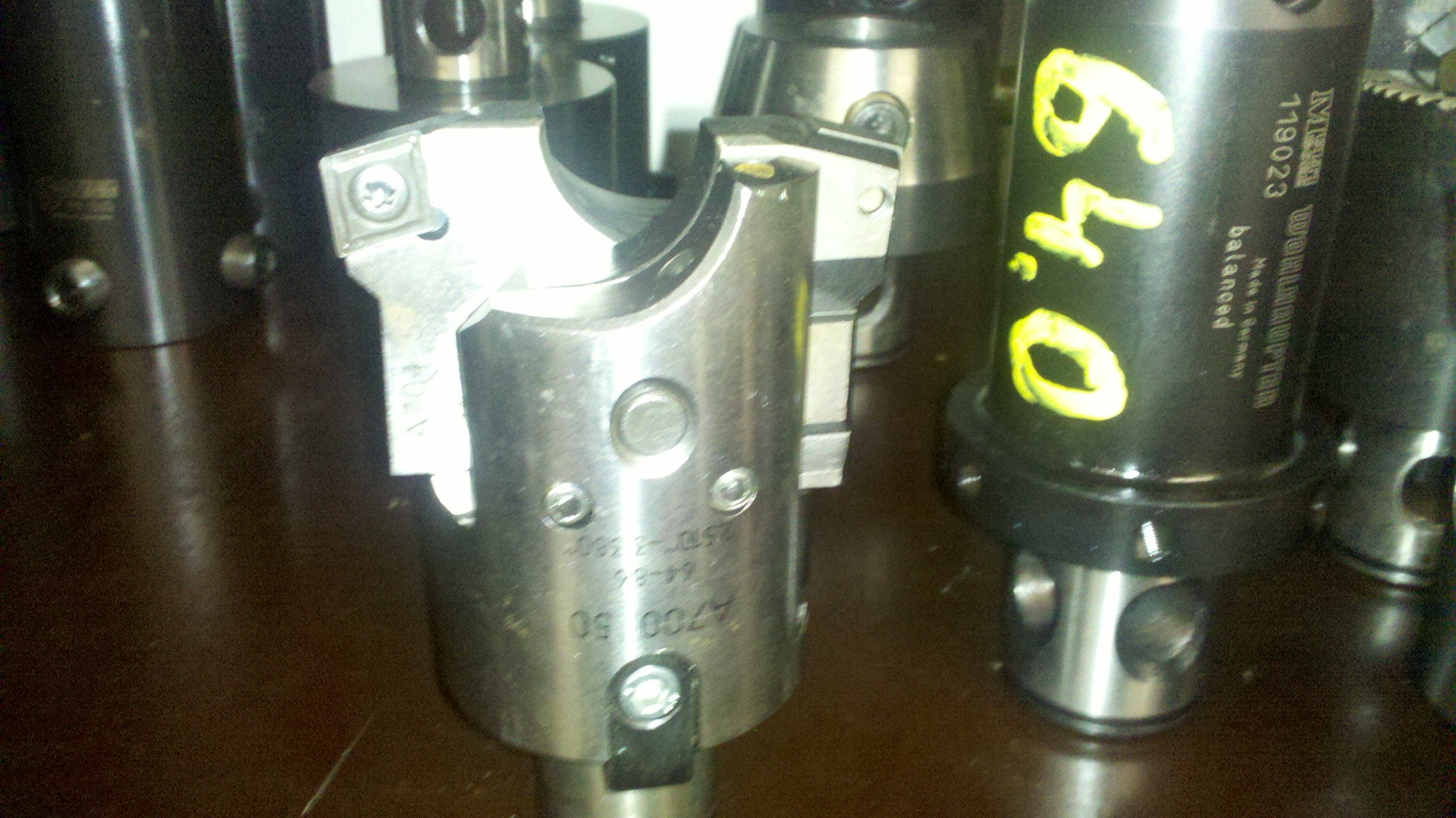

## Brückenwerkzeuge
Diese Form ist für die Fertigung von Bohrungen über 100 mm konzipiert. So wird bei diesen Werkzeugen auf den Werkzeugschaft eine Brücke aufgebracht, auf der dann die Schneidenhalter aufgeschraubt werden. Diese Schneidenhalter werden meist über eine rastende Verzahnung auf die Brücke aufgeschraubt und grob voreingestellt (meist im 5mm Bereich). Die Feineinstellung erfolgt dann gleich den Feinbohrköpfen.
Diese Brückenwerkzeuge können sowohl mit zwei Schneidträgereinheiten verwendet werden, wie auch die zweischneidigen Ausspindler für den Schrupp- oder Schlichteinsatz, aber auch mit nur einer Schneidenträgereinheit für eine Präzisionsbohrung bzw. Passungsfertigung eingesetzt werden. Dazu muss jedoch ein entsprechendes Gegengewicht auf der schneidenlosen Seite befestigt werden.